# Pörtschach am Wörther See
Pörtschach am Wörther See é um município da Áustria localizado no distrito de Klagenfurt-Land, no estado de Caríntia.